# Le Garde-forestier
Le Garde-forestier (en russe : Полесовщик) est un tableau du peintre russe Ivan Kramskoï (1837-1887), réalisé en 1874. Il fait partie de la collection de la Galerie Tretiakov (inventaire no 659). Ses dimensions sont de 84 × 62 cm,. Ce tableau est également appelé : L'homme au bâton, L'homme au bâton dans la forêt ou L'homme au chapeau percé de balles . C'est un portrait-type, genre de tableau qui s'est répandu dans la peinture russe des années 1870.

## Histoire et description
Le nom du tableau Le Garde-forestier se dit en russe actuel lesnik, mais le mot utilisé pour le titre est Polessovchtchik, archaïque et désuet. Le personnage est représenté sur un fond sombre. C'est un garde-forestier et il tient un bâton dans son dos, en diagonale, ce qui donne un peu de mouvement à la composition. Son regard est méfiant et attentif. Ses yeux ronds scrutent le spectateur. L'expression de son visage est légèrement tendue et donne une précision documentaire à l'image. C'est un homme fort et agile, habitué à faire face, seul, au danger. Il semble posséder une grande force physique. Il apparaît comme quelqu'un qui doit exercer un travail dangereux consciencieusement et courageusement, ce que semble confirmer son chapeau qui est criblé de balles.
En même temps, l'artiste semble vouloir faire ressentir au spectateur un sentiment de rancune vis-à-vis de ce garde-forestier qui se bat contre les braconniers. Ces derniers sont souvent des hommes qui, dans des situations d'indigence due à la pauvreté généralisée, vont s'approvisionner dans les forêts du seigneur en bois et sans doute en gibier pour survivre.
Kramskoï lui-même décrit le personnage de son tableau dans une lettre adressée à Pavel Tretiakov datée du 18 avril 1875 :

« …Mon étude sur cet homme au chapeau devait, dans mon esprit, représenter un de ces types qui sont du peuple russe, proviennent de la classe populaire et sont reconnaissables à leur mentalité qui a été la source d'un profond mécontentement et, à la limite, a suscité beaucoup de haine. Ce sont des gens qui n'hésitent pas, dans les moments difficiles, à recruter leurs bandes chez des pirates du genre Razine ou Pougatchev. Mais en temps ordinaire, ils agissent seuls, là où ils doivent, mais sans jamais s'entendre avec personne. Ce type est antipathique, je sais, mais je sais aussi qu'il y en a beaucoup. Je les ai vus à l'œuvre … »

Le tableau a été présenté à la quatrième exposition des Ambulants en 1875. La même année 1875, le tableau a été acheté à son auteur par Pavel Tretiakov.